# Chrisman Lillie (1652–1682)
Chrisman Lillie (Lillie af Greger Mattssons ätt), född 13 oktober 1652, död 8 april 1682, var en svensk kammarherre.

## Biografi
Chrisman Lillie föddes 1652. Han var son till kommendanten Per Lillie på Vaxholm och Maria Rosenstierna. Lillie blev 31 oktober 1661 student vid Uppsala universitet och senare kammarherre hos drottning Ulrika Eleonora den äldre. Han avled 1682 i Stockholm och begravdes på samma gång som sin moster, kungliga rådet, greve Robert Lichtons fru, i Storkyrkan, där hans vapen sattes upp.

### Egendom
Lillie ägde gården Liljeholmen i Torpa socken.